# Šapinuwa
Šapinuwa (o Shapinuwa) fu una città ittita dell'età del bronzo che sorgeva nei presso della moderna città di Ortaköy nella provincia di Çorum in Turchia. Fu uno dei maggiori centri religiosi, amministrativi e militari ittiti ed occasionalmente residenza imperiale. Il palazzo di Sapinuwa è citato in numerosi testi ritrovati nella capitale dell'impero Ḫattuša.

## Scavi

Mappa dell'Anatolia ittita che mostra il sito di Ortaköy-Sapinuwa

Ortaköy fu identificata come il sito dell'antica Sapinuwa durante una ispezione nel 1989 e l'università di Ankara ottenne rapidamente dal ministero della cultura turco il permesso di organizzare gli scavi archeologici, che iniziarono l'anno successivo. L'edificio A fu il primo portato alla luce e successivamente toccò all'edificio B nel 1995. L'edificio con la stele con il rilievo del guerriero e legno carbonizzato datato con radiocarbonio al XIV secolo a.C. fu scavato dopo il 2000..

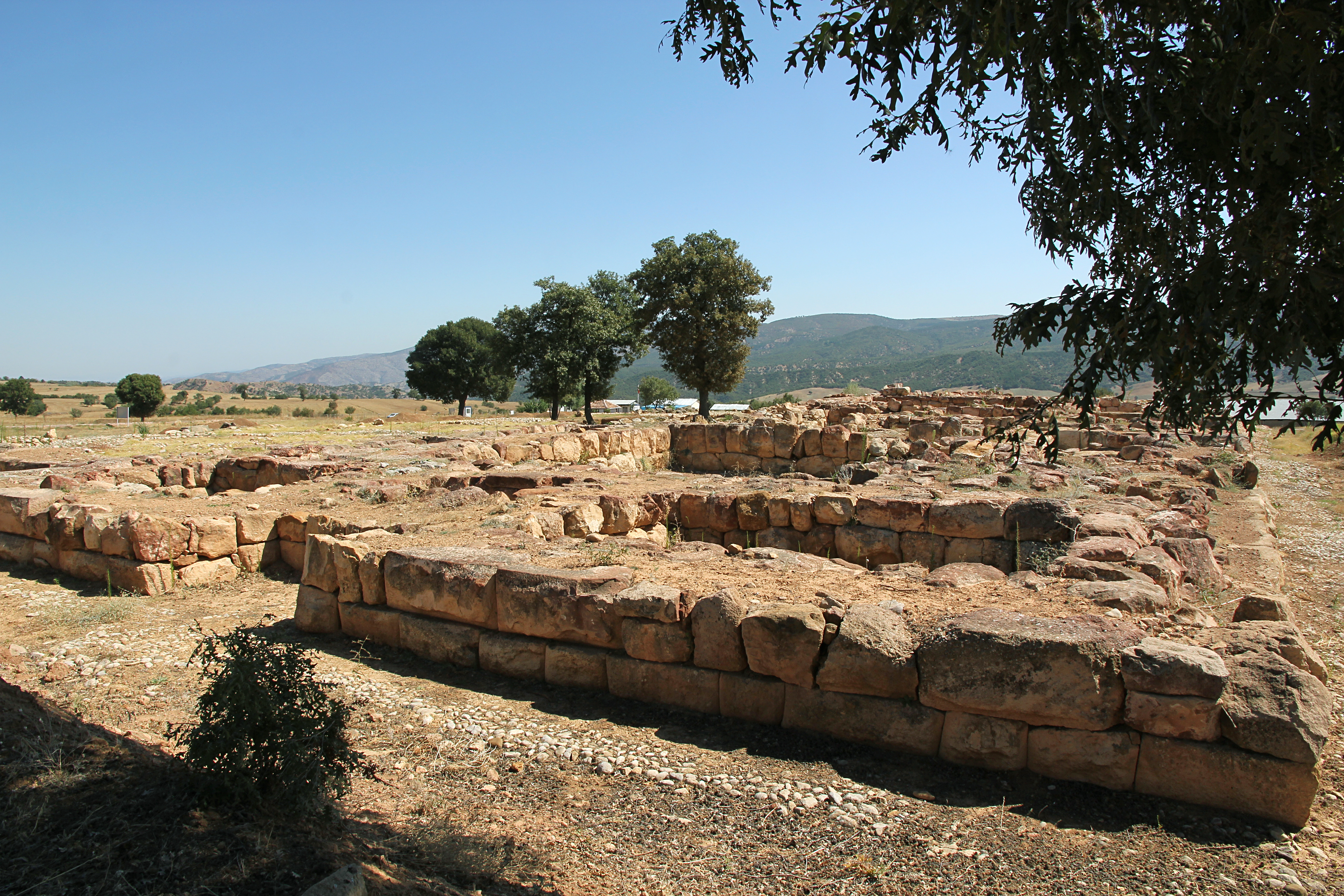
Edificio A

L'edificio A, il palazzo con gli uffici amministrativi, è dotato di muri ciclopici ed al suo interno sono state ritrovate 3000 tavolette e frammenti. Queste erano conservate al piano superiore in tre separati archivi, che collassarono quando l'edificio venne incendiato.

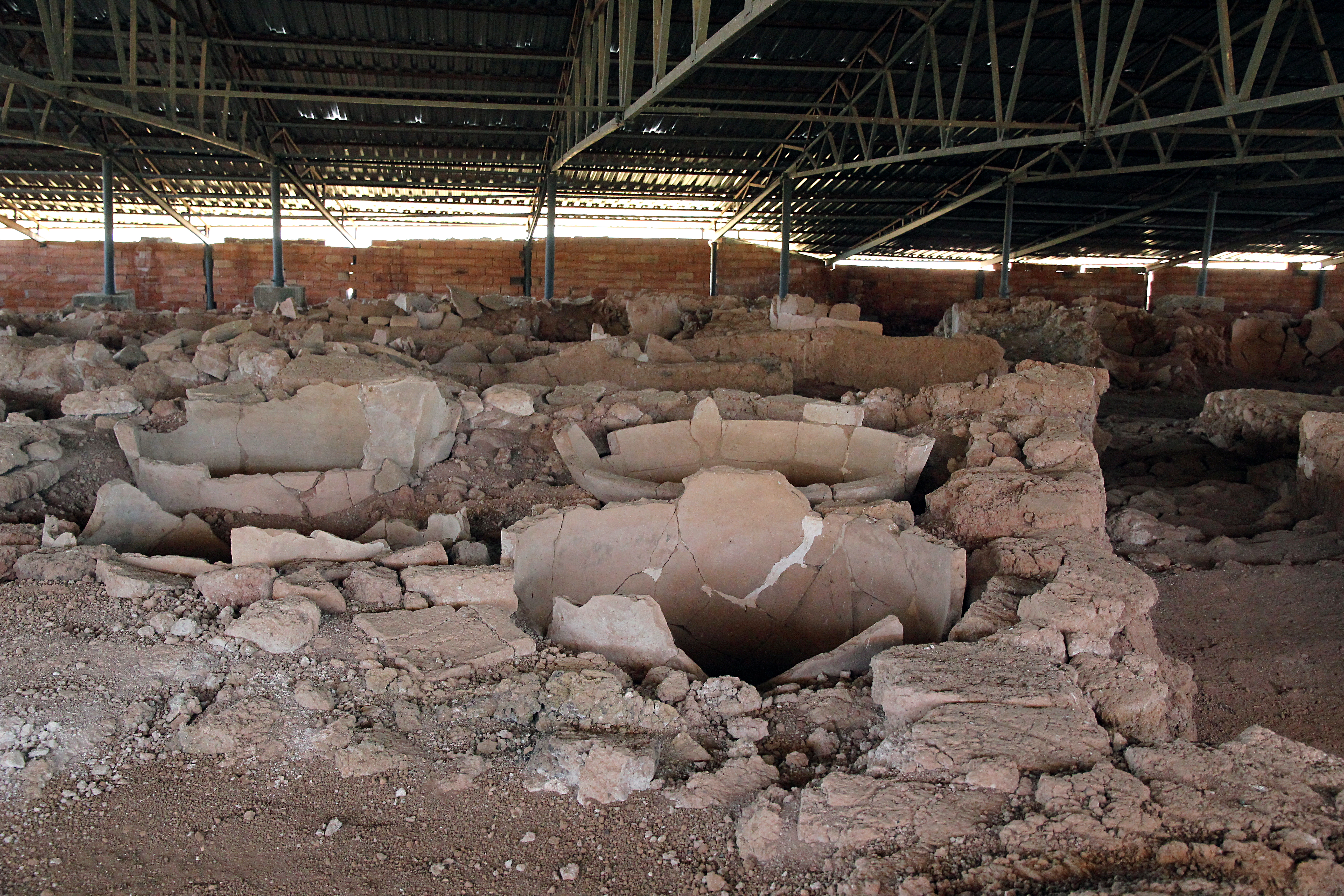
Edificio B con le grosse giare

A Kadilar Höyük, 150 metri a sudest dell'edificio A, l'"edificio B" è risultato essere un deposito colmo di giare di terracotta ed anche qui furono ritrovate delle tavolette. In un altro edificio (edificio D) è stata ritrovata una stele con il rilievo di un guerriero, simile a quella di Tudhaliya IV a Yazılıkaya. Probabilmente rappresenta il dio Teshub.

### Ritrovamenti
Il numero di tavolette ritrovate nel sito (oltre 3500) è secondo solo a quello di Hattuša.
Il fuoco che distrusse Sapinuwa danneggiò anche gli archivi e la maggior parte delle tavolette è in frammenti.

L'identificazione del sito come Sapinuwa ha corretto un malinteso nella geografia ittita. In base alle informazioni contenute negli archivi trovati a Hattuša, si pensava che Sapinuwa fosse una città in origine hurrita a sudest di Hattuša. Ora si sa che Sapinuwa (e quindi le città ad essa associate) si trovano a nordest di Hattuša.

Le tavolette ritrovate nell'edificio A sono in maggior parte in lingua ittita (1550), ma anche in lingua hurrita (600), accadico e lingua hattica. Sono state inoltre ritrovate tavolette con testi bilingui in ittita e hattico, ittita e hurrita ed ittita con una lingua ancora sconosciuta; altre tavolette contengono liste di vocaboli in ittita, sumero ed accadico e tavolette con geroglifici anatolici. I testi bilingui ed i vocabolari sono importanti per la conoscenza delle lingue anatoliche del periodo. I testi ittiti includono molte lettere. La lingua hurrita era principalmente usata per i rituali di purificazione chiamati itkalzi. Molte lettere sono collegate ad altre ritrovate nell'archivio di Maşat Höyük. Il dialetto ittita in questa corrispondenza è il medio ittita, ma il sito fu utilizzato anche nei secoli successivi I contenuti dei documenti ritrovati sono stati riassunti in: lettere, elenchi di persone, cataloghi, testi oracolari, preghiere, rituali e descrizioni di feste. Fra i cataloghi, molto interessanti sono i cataloghi di piante commestibili e medicinali.

## Storia
I testi ritrovati dimostrano che Sapinuwa era una seconda capitale durante il medio impero ittita (dal 1400 a.C.) in particolare durante il regno di Tudhaliya I/II che da qui incominciò la sua lotta contro Muwatalli I per la conquista del trono. Durante il regno di Tudhaliya III e la prima parte del regno di Šuppiluliuma I, durante una fase di debolezza dell'impero, la corte ittita si trasferì in questa città che divenne la capitale del regno per alcuni decenni. Sapinuwa era una delle più importanti se non la più importante città sacra ittita, qui si celebrava gli importanti riti di Itkalzi che avevano lo scopo di purificare la famiglia reale. Questi riti includevano varie diverse cerimonie che avevano il nome di agenti purificanti come l'acqua, l'olio, l'argento, i lapislazzuli e così via. 
(Aygul Süel, The religious significance and sacredness of the hittite capital city of Sapinuwa)

Da questa descrizione si può dedurre che questo rito veniva celebrato nel bacino posto al centro dell'edificio D. Il re e la regina ittiti si immergevano nel bacino, ora in rovina, di cui però resta il sistema di scarico dell'acqua. Questa cerimonia aveva un grande valore simbolico. Dietro al bacino era un muro di legno ora rivelato solo dalle tracce sull'intonaco bruciato. 

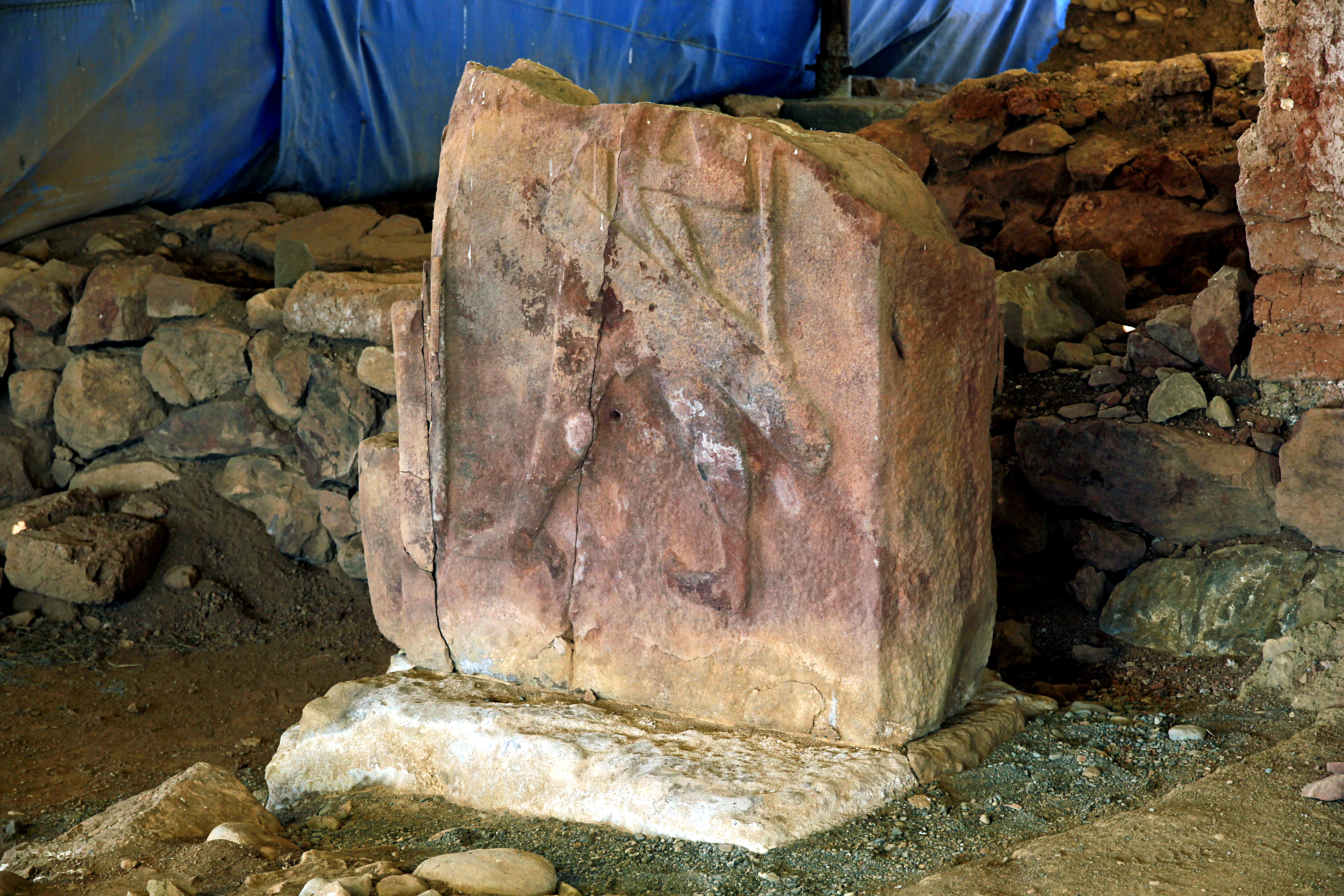
il dio Teshub all'ingresso dell'edificio C

Su una stele posta all'ingresso dell'edificio C è rappresentato il dio Teshub. Il dio, che veste l'armatura, è appoggiato contro una lancia ed accoglie con la mano sinistra chi entra nell'edificio.

Lancia e punte di lancia in bronzo con il titolo «Il grande re», un'armatura di bronzo, un elmo di bronzo e le impressioni dei sigilli reali, scoperti in un angolo di una stanza di questo edificio, ci hanno fornito ulteriori informazioni su questo rito. Una tavoletta d'argilla descrive questo rito eseguito da Daduhepa nell'occasione delle sue nozze con Tashmi-Sharri, il futuro Tudhaliya III. 
Considerata l'importanza della cultura hurrita per la famiglia reale ittita, non sorprende che molti nomi dei dipendenti palatini di Sapinuwa fossero hurriti. Gli hurriti erano infatti rinomati esperti di rituali religiosi e magici, come la sacerdotessa Alaiturahhi, siriana, i cui insegnamenti sono contenuti in alcune tavolette.

L'importanza strategica e religiosa di Sapinuwa è legata anche al sito in cui fu fondata: sopra un altopiano che domina la pianura sottostante di Amasya, e quindi facilmente difendibile, e vicino a 7 o addirittura 9 fonti di acqua limpida necessarie per i riti di purificazione. La città sorgeva anche in un punto chiave fra le pianure di Alaca e di Amasya, a due giorni di cammino da Hattuša.

Il dio delle tempeste di Sapinuwa veniva invocato alla pari del dio delle tempeste della città di Nerik. Dato che sia Hattuša al sud che Nerik più a nord erano città fondate dagli Hatti, è probabile che anche Sapinuwa sia stata fondata da quel popolo. Il nome della città allora potrebbe avere un significato religioso (sapi, dio, nuwa, città, perciò città degli dei). Gli Ittiti conquistarono la città nel XVII sec. a.C.

Probabilmente furono i Kaska gli autori della distruzione della città nel XIV sec. a.C. La città non fu ricostruita e la corte ittita si trasferì a Samuha.